# Schiermonnikoog
Schiermonnikoog est une île et une commune néerlandaise de la Frise occidentale dans la province de la Frise. 
La commune de Schiermonnikoog est la commune la plus septentrionale des Pays-Bas. 
L'île abrite la commune la moins peuplée et la moins dense du Royaume. Elle est située entre les îles d'Ameland et Rottumerplaat. Elle mesure 16 kilomètres de long pour 4 kilomètres de large
Le parc national Schiermonnikoog comprend la plus grande partie de son territoire.
L'île doit son nom aux moines convers cisterciens qui y cultivaient la terre il y a cinq cents ans et dépendaient de l'abbaye de Claircamp. Son nom signifie « île des moines gris ». Les trappistes y sont revenus en 2015, après avoir quitté l'abbaye de Sion devenue trop grande.